# Праисторијска градина Стражевица (Драгаљево)
Праисторијска градина Стражевица је културно добро, смјештено на истоименом врху у засеоку Драгаљево (насељено мјесто Хатељи, општина Берковићи). Врх Стражевица се уздиже изнад Дабарског поља у источној Херцеговини. О самом добру постоји врло мало историјских података. Ово подручје са својом околином обилује низом значајних културно-историјских споменика, али је археолошки слабо истражено.

## Степен заштите
Добро се налази на привременој листи националних споменика.

## Легенде и народно предање
Према легенди, на врху овог брда једна од три сестре по имену Стражевица је изградила себи цркву о којој се у оквиру локалног становништва препричавају загонетне приче. Према једном од народних предања, на том мјесту данас се налазе остаци темеља у којима је затрпано злато.

## Галерија слика
- Стражевица брдо